# Ondřej Kepka
Ondřej Kepka (* 28. září 1969 Praha) je český herec, režisér, scenárista, moderátor a fotograf, synovec herce Jaroslava Kepky, syn herečky Gabriely Vránové a Jiřího Kepky, profesora matematiky.

## Kariéra
Začínal jako dětský herec od svých šesti let, kde účinkoval nejen v několika dětských filmech, ale i v Československém rozhlase. Mimo jiné hrál v Tetince a v seriálu Arabela a Arabela se vrací. Po maturitě na gymnáziu vystudoval nejprve herectví na pražské DAMU, zde absolvoval v roce 1992, poté studoval režii na pražské FAMU, zde absolvoval v roce 1996. Vystupoval v Divadle pod Palmovkou a ve Studiu GAG Borise Hybnera. Pravidelně moderuje pořad Noční Mikrofórum na Dvojce Českého rozhlasu. Jednou za měsíc moderuje svůj pořad Hvězdy Ondřeje Kepky na Českém rozhlase Pohoda a chodí jako host do pořadu Humoriáda na regionálních stanicích Českého rozhlasu.[zdroj?]
V listopadu 2017 se stal prezidentem české Herecké asociace.
Vyučuje v programu arts managementu na Vysoké škole ekonomické v Praze.

## Fotografická kniha
- 1999 Kumštýři na vodě
- 2010 Příběhy fotografií aneb Soukromé album

## Filmová režie, výběr
- Tvůj svět (TV)
- Dívka se zázračnou pamětí (TV)
- Souboj (TV)
- Cesta ke slunci (TV)
- Stará láska nerezaví – TV adaptace divadelní hry – Nejlepší TV komedie roku (festival Novoměstský Hrnec smíchu)
- Spirála nenávisti
- Poslední kouzlo – TV pohádka
- Začarovaná láska – TV pohádka
- Smetanový svět – TV film
- Bekyně mniška – TV filmová komedie
- Dopisy od Karla Čapka – filmový dokument
- Zfilmovaná tajemství Čapkovy Strže - filmový dokument

## DVD – nový film na DVD
- 2010 Království poezie
- 2011 Ondřejova filmová škola – 33 dílů populární videoučebnice pro začínající filmaře